# Aanvullend recht
Aanvullend recht, ook wel suppletief recht, is het geheel van rechtsregels in het verbintenissenrecht dat een aanvullende werking heeft op het dwingend recht. In het Nederlands en Belgisch privaatrecht is de term aanvullend recht synoniem met regelend recht. In het Nederlands bestuursrecht wordt echter een onderscheid gemaakt tussen aanvullend recht en regelend recht.
De partijen bij een overeenkomst zijn niet verplicht deze rechtsregels te volgen. Zij kunnen zelf een andere regeling uitwerken of zij kunnen onderling afspreken dat een bepaalde regel van aanvullend recht niet tussen hen zal gelden. De belangrijkste voorwaarde hierbij is dat beide partijen met deze afwijking akkoord gaan.
Het aanvullend recht vindt zijn bestaansreden in het feit dat de partijen die een overeenkomst sluiten, zich meestal beperken tot een paar concrete afspraken en geen uitgebreide juridische uitwerking aan hun overeenkomst kunnen of willen geven.